# Brádlerova bouda
Brádlerova bouda (německy Bradlerbaude) je horská bouda v Krkonoších, ležící v nadmořské výšce 1156 m na louce v horní části Medvědího dolu. Náleží k základní sídelní jednotce Brádlerovy boudy v katastru Špindlerův Mlýn obce Špindlerův Mlýn. Ubytovací kapacita je 66 lůžek v pokojích a nocléhárna s dvanácti lůžky.

## Historie
První zmínka o Brádlerových boudách pochází z roku 1637, řadí se tak k nejstarším krkonošským boudám. Od roku 1890 se hlavní budova nazývala Hostinec u Velkého Šišáku (Gasthaus zur Grossen Sturmhaube) a provozoval ji Vinzenz Hollmann. V roce 1912 boudy vyhořely, ovšem ještě ve stejném roce došlo k jejich opětovné výstavbě. Od roku 1914 je vlastnil Johann Hollman a od roku 1925 se hlavní budova opět jmenovala Brádlerova bouda. V letech 1938–1945 byla vlastníkem Kamila Hollmannová. Dne 24. září 1938 byla na střeše vztyčena vlajka s hákovým křížem, což po druhé světové válce vedlo k odsunu rodiny Hollmannů. Poválečným správcem byl sokolský činovník Jos. Richter z Prahy. Poté ji vlastnil Československý svaz tělesné výchovy a na začátku 60. let 20. století byla přejmenována na Fučíkovu boudu. Po revoluci v roce 1989 se vrátila k názvu Brádlerova bouda.
Klub českých turistů na svém webu prezentuje Brádlerovy boudy jako svůj majetek a uvádí, že nájemce má nájemní smlouvu do 1. dubna 2035.

## Dostupnost
Motorovým vozidlem je dostupná z údolí Labe po cestě, která v Medvědím kolenu odbočuje ze silnice mezi Špindlerovým Mlýnem a Špindlerovou boudou a pokračuje dále k Martinovce.
Pěší přístup je možný po turistických trasách:
- po  modré turistické značce od Petrovy boudy.
- po  modré turistické značce od Martinovky.
- po  žluté turistické značce od Medvědích bud.